# Stadl an der Mur
Stadl an der Mur is een plaats en voormalige gemeente in de Oostenrijkse deelstaat Stiermarken. Het is sinds 2015 een ortschaft van de gemeente Stadtl-Preditz.
Stadl an der Mur telt 421 inwoners (1-1-2022). Vanuit Stadl an der Mur zijn diverse skigebieden waaronder Kreischberg en Turracher Hohe goed bereikbaar. De hele regio kenmerkt zich door de vele houten gebouwen en het vele hout dat wordt verwerkt in bijna alle bouwwerken. Stadl an der Mur kent een aantal typisch Oostenrijkse restaurants, een supermarkt, een drogisterij, een bakker, een slagerij en bloemenwinkel.
In Stadl an der Mur heeft een vakantiepark, waardoor er meer faciliteiten zijn te onderhouden zoals de bergsee waarin 's zomers kan worden gezwommen, een skatebaan, tennisbanen en een speeltuin.
De gemeente Stadl an der Mur telde op 31 oktober 2013 975 inwoners. In 2015 fuseerde ze met Predlitz-Turrach, waarbij de gemeente Stadtl-Predlitz tot stand kwam.
Stadsgemeenten:
Murau ·
Oberwölz

Marktgemeenten:
Mühlen ·
Neumarkt in der Steiermark ·
Sankt Lambrecht ·
Sankt Peter am Kammersberg
Scheifling ·

Overige gemeenten:
Krakau ·
Niederwölz ·
Ranten ·
Sankt Georgen am Kreischberg ·
Schöder ·
Stadl-Predlitz ·
Teufenbach-Katsch
- Gemeinsame Normdatei: 7716840-9
- Virtual International Authority File: 240158642